# Juan Carlos Toja
Pour les articles homonymes, voir Toja.
Toja  Vega est un nom espagnol. Le premier nom de famille, en général paternel, est Toja ; le second, en général maternel, souvent omis, est Vega.
Juan Carlos Toja, né le 24 mai 1985 à Bogota (Colombie), est un footballeur colombien, qui évolue au poste d'ailier gauche.

## Biographie
Au cours de sa carrière il joue a l'Independiente Santa Fe, à River Plate, au FC Dallas, au Steaua Bucarest, à l'Aris Salonique et enfin au New England Revolution. 
Toja ne marque aucun but lors de ses trois sélections avec l'équipe de Colombie depuis 2008.

## Carrière
- 2003-2005 : Independiente Santa Fe
- 2005-2006 : River Plate
- 2007-2008 : FC Dallas
- 2008-2010 : Steaua Bucarest
- 2010-2012 : Aris Salonique
- 2012-  : New England Revolution  [1]

## Palmarès

### En équipe nationale
- 3 sélections et 0 buts avec l'équipe de Colombie depuis 2008.